# Supercopa da Croácia de Futebol
A Supercopa da Croácia de Futebol (em croata: Hrvatski nogometni superkup) é uma partida de futebol entre os vencedores do Campeonato Croata de Futebol e da Copa da Croácia. A Supercopa sempre é realizada no início de uma nova temporada de futebol e só é realizada quando diferentes clubes vencem as duas competições mais importantes da temporada anterior (ou seja, a partida não é disputada quando um clube completa a "Dobradinha Nacional"). O campeão vigente é o Dinamo Zagreb.
Desde o estabelecimento das competições croatas de futebol, no ano de 1992, as duas potências locais Dinamo Zagreb e Hajduk Split fizeram a dobradinha em doze ocasiões (Dinamo Zagreb 11 e Hajduk Split 1) e o Rijeka logrou o feito em uma ocasião. A Supercopa não foi realizada em períodos entre 1995-2001, 2007-2009, 2011-2012 e 2015-2018. Em três ocasiões, a Supercopa não foi disputada por diversas razões - em 1999, o Dínamo se recusou a jogar contra o Osijek, dizendo que o jogo não se encaixava em sua programação. Em 2000 e 2001, Hajduk e Dínamo não chegaram a um acordo sobre as regras e se deveriam ser jogadas em aprtida única ou ida e volta e em que ordem.
Em 2002, a Federação Croata de Futebol assumiu a organização da Supercopa e transformou-a em um jogo oficial único, com 30 minutos de prorrogação seguidos de uma disputa de pênaltis, caso necessário, que deve ser disputada uma semana antes do início da seguinte temporada de futebol.
Desde 2002, a partida sempre era organizada pelo clube que conquistava o título da liga, com exceção do próprio ano de 2002, quando o NK Zagreb, que era o atual campeão nacional, mas optou por "mandar" a partida no Estádio Maksimir, casa do seu rival de final Dínamo, dizendo que jogar no Maksimir os ajudaria a se prepararem para o próximo jogo de qualificação para a Liga dos Campeões da UEFA. O seu estádio em Kranjčevićeva havia sido declarado impróprio para as competições da UEFA e foi forçado a mandar seus jogos europeus no Maksimir.

## Vencedores
Dínamo Zagreb (6 vezes), Hajduk Split (5 vezes) e Rijeka (1 vez) são os únicos clubes que venceram a Supercopa da Croácia. Seis das doze Supercopas disputadas até hoje foram decididas em Dérbis Eternos entre Hajduk e Dínamo.

### Legenda
| * | Jogo foi para a prorrogação (T.E.)                              |
|   | Jogo decidido nas cobranças de pênaltis (P.K.) após prorrogação |
| ‡ | Jogo decidido no gol de ouro na prorrogação                     |
|   | Partidas de ida e volta                                         |

| Ano  | Vencedor                                                       | Placar                                                         | Vice                                                           | Local                                                          | Público                                                        |
| ---- | -------------------------------------------------------------- | -------------------------------------------------------------- | -------------------------------------------------------------- | -------------------------------------------------------------- | -------------------------------------------------------------- |
| 1992 | Hajduk Split (1)                                               | 0–0 (T.E.), (3–1 P.K.)                                         | Inker Zaprešić                                                 | Maksimir, Zagreb                                               | 10.000                                                         |
| 1993 | Hajduk Split (2)                                               | 4–4, 0–0 (G.F.)                                                | Croatia Zagreb                                                 | Maksimir, Zagreb Poljud, Split                                 | 30.000                                                         |
| 1994 | Hajduk Split (3)                                               | 1–0, 0–1 (T.E.), (5–4 P.K.)                                    | Croatia Zagreb                                                 | Poljud, Split Maksimir, Zagreb                                 | 30.000 15.000                                                  |
| 1995 | HAJDUK SPLIT (VENCEU A DOBRADINHA EM 1994–95)                  | HAJDUK SPLIT (VENCEU A DOBRADINHA EM 1994–95)                  | HAJDUK SPLIT (VENCEU A DOBRADINHA EM 1994–95)                  | HAJDUK SPLIT (VENCEU A DOBRADINHA EM 1994–95)                  | HAJDUK SPLIT (VENCEU A DOBRADINHA EM 1994–95)                  |
| 1996 | N/A (CROATIA ZAGREB VENCEU A DOBRADINHA EM 1995–96)            | N/A (CROATIA ZAGREB VENCEU A DOBRADINHA EM 1995–96)            | N/A (CROATIA ZAGREB VENCEU A DOBRADINHA EM 1995–96)            | N/A (CROATIA ZAGREB VENCEU A DOBRADINHA EM 1995–96)            | N/A (CROATIA ZAGREB VENCEU A DOBRADINHA EM 1995–96)            |
| 1997 | N/A (CROATIA ZAGREB VENCEU A DOBRADINHA EM 1996–97)            | N/A (CROATIA ZAGREB VENCEU A DOBRADINHA EM 1996–97)            | N/A (CROATIA ZAGREB VENCEU A DOBRADINHA EM 1996–97)            | N/A (CROATIA ZAGREB VENCEU A DOBRADINHA EM 1996–97)            | N/A (CROATIA ZAGREB VENCEU A DOBRADINHA EM 1996–97)            |
| 1998 | N/A (CROATIA VENCEU A DOBRADINHA EM 1997–98)                   | N/A (CROATIA VENCEU A DOBRADINHA EM 1997–98)                   | N/A (CROATIA VENCEU A DOBRADINHA EM 1997–98)                   | N/A (CROATIA VENCEU A DOBRADINHA EM 1997–98)                   | N/A (CROATIA VENCEU A DOBRADINHA EM 1997–98)                   |
| 1999 | N/A (CROATIA ZAGREB (Liga) E OSIJEK (Copa) CLASSIFICADOS)      | N/A (CROATIA ZAGREB (Liga) E OSIJEK (Copa) CLASSIFICADOS)      | N/A (CROATIA ZAGREB (Liga) E OSIJEK (Copa) CLASSIFICADOS)      | N/A (CROATIA ZAGREB (Liga) E OSIJEK (Copa) CLASSIFICADOS)      | N/A (CROATIA ZAGREB (Liga) E OSIJEK (Copa) CLASSIFICADOS)      |
| 2000 | N/A (DÍNAMO ZAGREB (Liga) E HAJDUK SPLIT (Copa) CLASSIFICADOS) | N/A (DÍNAMO ZAGREB (Liga) E HAJDUK SPLIT (Copa) CLASSIFICADOS) | N/A (DÍNAMO ZAGREB (Liga) E HAJDUK SPLIT (Copa) CLASSIFICADOS) | N/A (DÍNAMO ZAGREB (Liga) E HAJDUK SPLIT (Copa) CLASSIFICADOS) | N/A (DÍNAMO ZAGREB (Liga) E HAJDUK SPLIT (Copa) CLASSIFICADOS) |
| 2001 | N/A (HAJDUK SPLIT (Liga) E DÍNAMO ZAGREB (Copa) CLASSIFICADOS) | N/A (HAJDUK SPLIT (Liga) E DÍNAMO ZAGREB (Copa) CLASSIFICADOS) | N/A (HAJDUK SPLIT (Liga) E DÍNAMO ZAGREB (Copa) CLASSIFICADOS) | N/A (HAJDUK SPLIT (Liga) E DÍNAMO ZAGREB (Copa) CLASSIFICADOS) | N/A (HAJDUK SPLIT (Liga) E DÍNAMO ZAGREB (Copa) CLASSIFICADOS) |
| 2002 | Dinamo Zagreb (1)                                              | 3–2 ‡                                                          | NK Zagreb                                                      | Maksimir, Zagreb                                               | 10.000                                                         |
| 2003 | Dinamo Zagreb (2)                                              | 4–1                                                            | Hajduk Split                                                   | Maksimir, Zagreb                                               | 7.000                                                          |
| 2004 | Hajduk Split (4)                                               | 1–0                                                            | Dinamo Zagreb                                                  | Poljud, Split                                                  | 17.000                                                         |
| 2005 | Hajduk Split (5)                                               | 1–0 *                                                          | Rijeka                                                         | Poljud, Split                                                  | 18.000                                                         |
| 2006 | Dinamo Zagreb (3)                                              | 4–1                                                            | Rijeka                                                         | Maksimir, Zagreb                                               | 15.000                                                         |
| 2007 | N/A (DÍNAMO ZAGREB VENCEU A DOBRADINHA EM 2006–07)             | N/A (DÍNAMO ZAGREB VENCEU A DOBRADINHA EM 2006–07)             | N/A (DÍNAMO ZAGREB VENCEU A DOBRADINHA EM 2006–07)             | N/A (DÍNAMO ZAGREB VENCEU A DOBRADINHA EM 2006–07)             | N/A (DÍNAMO ZAGREB VENCEU A DOBRADINHA EM 2006–07)             |
| 2008 | N/A (DÍNAMO ZAGREB VENCEU A DOBRADINHA EM 2007–08)             | N/A (DÍNAMO ZAGREB VENCEU A DOBRADINHA EM 2007–08)             | N/A (DÍNAMO ZAGREB VENCEU A DOBRADINHA EM 2007–08)             | N/A (DÍNAMO ZAGREB VENCEU A DOBRADINHA EM 2007–08)             | N/A (DÍNAMO ZAGREB VENCEU A DOBRADINHA EM 2007–08)             |
| 2009 | N/A (DÍNAMO ZAGREB VENCEU A DOBRADINHA EM 2008–09)             | N/A (DÍNAMO ZAGREB VENCEU A DOBRADINHA EM 2008–09)             | N/A (DÍNAMO ZAGREB VENCEU A DOBRADINHA EM 2008–09)             | N/A (DÍNAMO ZAGREB VENCEU A DOBRADINHA EM 2008–09)             | N/A (DÍNAMO ZAGREB VENCEU A DOBRADINHA EM 2008–09)             |
| 2010 | Dinamo Zagreb (4)                                              | 1–0                                                            | Hajduk Split                                                   | Maksimir, Zagreb                                               | 8.000                                                          |
| 2011 | N/A (DÍNAMO ZAGREB VENCEU A DOBRADINHA EM 2010–11)             | N/A (DÍNAMO ZAGREB VENCEU A DOBRADINHA EM 2010–11)             | N/A (DÍNAMO ZAGREB VENCEU A DOBRADINHA EM 2010–11)             | N/A (DÍNAMO ZAGREB VENCEU A DOBRADINHA EM 2010–11)             | N/A (DÍNAMO ZAGREB VENCEU A DOBRADINHA EM 2010–11)             |
| 2012 | N/A (DÍNAMO ZAGREB VENCEU A DOBRADINHA EM 2011–12)             | N/A (DÍNAMO ZAGREB VENCEU A DOBRADINHA EM 2011–12)             | N/A (DÍNAMO ZAGREB VENCEU A DOBRADINHA EM 2011–12)             | N/A (DÍNAMO ZAGREB VENCEU A DOBRADINHA EM 2011–12)             | N/A (DÍNAMO ZAGREB VENCEU A DOBRADINHA EM 2011–12)             |
| 2013 | Dinamo Zagreb (5)                                              | 1–1 (4–1 P.K.)                                                 | Hajduk Split                                                   | Maksimir, Zagreb                                               | 12.000                                                         |
| 2014 | Rijeka (1)                                                     | 2–1                                                            | Dinamo Zagreb                                                  | Kantrida, Rijeka                                               | 8.000                                                          |
| 2015 | N/A (DÍNAMO ZAGREB VENCEU A DOBRADINHA EM 2014–15)             | N/A (DÍNAMO ZAGREB VENCEU A DOBRADINHA EM 2014–15)             | N/A (DÍNAMO ZAGREB VENCEU A DOBRADINHA EM 2014–15)             | N/A (DÍNAMO ZAGREB VENCEU A DOBRADINHA EM 2014–15)             | N/A (DÍNAMO ZAGREB VENCEU A DOBRADINHA EM 2014–15)             |
| 2016 | N/A (DÍNAMO ZAGREB VENCEU A DOBRADINHA EM 2015–16)             | N/A (DÍNAMO ZAGREB VENCEU A DOBRADINHA EM 2015–16)             | N/A (DÍNAMO ZAGREB VENCEU A DOBRADINHA EM 2015–16)             | N/A (DÍNAMO ZAGREB VENCEU A DOBRADINHA EM 2015–16)             | N/A (DÍNAMO ZAGREB VENCEU A DOBRADINHA EM 2015–16)             |
| 2017 | N/A (RIJEKA VENCEU A DOBRADINHA EM 2016–17)                    | N/A (RIJEKA VENCEU A DOBRADINHA EM 2016–17)                    | N/A (RIJEKA VENCEU A DOBRADINHA EM 2016–17)                    | N/A (RIJEKA VENCEU A DOBRADINHA EM 2016–17)                    | N/A (RIJEKA VENCEU A DOBRADINHA EM 2016–17)                    |
| 2018 | N/A (DÍNAMO ZAGREB VENCEU A DOBRADINHA EM 2017–18)             | N/A (DÍNAMO ZAGREB VENCEU A DOBRADINHA EM 2017–18)             | N/A (DÍNAMO ZAGREB VENCEU A DOBRADINHA EM 2017–18)             | N/A (DÍNAMO ZAGREB VENCEU A DOBRADINHA EM 2017–18)             | N/A (DÍNAMO ZAGREB VENCEU A DOBRADINHA EM 2017–18)             |
| 2019 | Dinamo Zagreb (6)                                              | 1–0                                                            | Rijeka                                                         | Maksimir, Zagreb                                               | 5.075                                                          |

## Resultados por equipe
Apenas cinco clubes dsputaram a Supertaça desde 1992. O Osijek também se classificou para a Supertaça ao vencer a Copa da Croácia de 1998-99, mas a partida não foi realizada, pois o clube não conseguiu chegar a um acordo com o Dínamo Zagreb sobre a data do jogo.
| Clube          | Vencedores | Vice-campeões |
| -------------- | ---------- | ------------- |
| Dinamo Zagreb  | 6          | 4             |
| Hajduk Split   | 5          | 3             |
| Rijeka         | 1          | 3             |
| Inter Zaprešić | 0          | 1             |
| NK Zagreb      | 0          | 1             |

## Detalhes dos jogos

### 1992
| 18 de julho de 1992 | Hajduk Split | 0 – 0                 | Inker Zaprešić | Estádio Maksimir, Zagreb                          |
| 20:00 (UTC+2)       |              | Relatório (em croata) |                | Público: 10,000 Árbitro: Dragutin Poljak (Zagreb) |

|                            |     | Penalidades                  |  |
| Bilić Miše Španjić Vučević | 3–1 | Soldo Perković Antolić Brlek |  |

### 1993

#### Jogo de ida
| 1 de agosto de 1993 | Dinamo Zagreb                                  | 4 – 4                 | Hajduk Split                                 | Estádio Maksimir, Zagreb                       |
| 20:15 (UTC+2)       | Cvitanović 21' · Vlaović 41', 71' · Gašpar 64' | Relatório (em croata) | Računica 15' · Mornar 43', 54' · Pralija 69' | Público: 30,000 Árbitro: Antun Burilo (Osijek) |

#### Jogo de volta
| 7 de agosto de 1993 | Hajduk Split | 0 – 0                 | Croatia Zagreb | Estádio Poljud, Split                             |
| 20:15 (UTC+2)       |              | Relatório (em croata) |                | Público: 30,000 Árbitro: Veljko Matković (Rijeka) |

Com resultado agregado de 4–4, o Hajduk Split foi declarado campeão pelo critério de gols marcados fora de casa

### 1994

#### Jogo de ida
| 24 de julho de 1994 | Hajduk Split | 1 – 0                 | Dinamo Zagreb | Estádio Poljud, Split                             |
| 20:30 (UTC+2)       | Mornar 43'   | Relatório (em croata) |               | Público: 30,000 Árbitro: Ivan Vranaričić (Đakovo) |

#### Jogo de volta
| 31 de julho de 1994 | Dinamo Zagreb         | 1 – 0                 | Hajduk Split | Estádio Maksimir, Zagreb                       |
| 20:30 (UTC+2)       | Cvitanović 68' (pen.) | Relatório (em croata) |              | Público: 15,000 Árbitro: Željko Širić (Osijek) |

|                                              |     | Penalidades                                |  |
| Cvitanović Šašivarević Pamić Halilović Ladić | 3–4 | Andrijašević Rapaić Meštrović Vukas Štimac |  |

Com resultado agregado de 1–1, o Hajduk Split venceu por 4–3 nas cobranças de pênaltis

### 2002
| 21 de julho de 2002 | Dinamo Zagreb                        | 3 – 2 (T.E.)          | NK Zagreb                 | Estádio Maksimir, Zagreb                       |
| 20:15 (UTC+2)       | Marić 1' · Zahora 41' · Petrović 92' | Relatório (em croata) | Samardžić 17' · Krpan 30' | Público: 10,000 Árbitro: Željko Širić (Osijek) |

### 2003
| 20 de julho de 2003 | Dinamo Zagreb                                         | 4 – 1                 | Hajduk Split    | Estádio Maksimir, Zagreb                    |
| 20:00 (UTC+2)       | Tomić 30' · Sedloski 48' · Eduardo 75' · Zahora 90+2' | Relatório (em croata) | T. Rukavina 23' | Público: 7,000 Árbitro: Ivan Bebek (Rijeka) |

### 2004
| 17 de julho de 2004 | Hajduk Split | 1 – 0              | Dinamo Zagreb | Estádio Poljud, Split                             |
| 20:45 (UTC+2)       | Blatnjak 49' | Report (em croata) |               | Público: 17,000 Árbitro: Ivan Vranaričić (Đakovo) |

### 2005
| 15 de julho de 2005 | Hajduk Split  | 1 – 0 (T.E.)          | Dinamo Zagreb | Estádio Poljud, Split                          |
| 21:00 (UTC+2)       | Kranjčar 103' | Relatório (em croata) |               | Público: 18,000 Árbitro: Željko Širić (Osijek) |

### 2006
| 19 de julho de 2006 | Dinamo Zagreb                                   | 4 – 1                 | Rijeka    | Estádio Maksimir, Zagreb                             |
| 20:15 (UTC+2)       | Etto 20' · Modrić 40' · Eduardo 62' (pen.), 67' | Relatório (em croata) | Bolić 51' | Público: 15,000 Árbitro: Draženko Kovačić (Križevci) |

### 2010
| 17 de julho de 2010 | Dinamo Zagreb | 1 – 0                 | Hajduk Split | Estádio Maksimir, Zagreb                            |
| 21:00 (UTC+2)       | Bišćan 77'    | Relatório (em croata) |              | Público: 8,000 Árbitro: Draženko Kovačić (Križevci) |

### 2013
| 6 de julho de 2013 | Dinamo Zagreb | 1 – 1                 | Hajduk Split      | Estádio Maksimir, Zagreb                           |
| 20:30 (UTC+2)      | Čop 34'       | Relatório (em croata) | Caktaš 76' (pen.) | Público: 12,000 Árbitro: Ante Vučemilović (Osijek) |

|                               |     | Penalidades                 |  |
| Šimunić Čop Halilović Antolić | 4–1 | Vršajević Jozinović Tomičić |  |

### 2014
| 11 de julho de 2014 | Rijeka                     | 2 – 1                 | Dinamo Zagreb | Estádio Kantrida, Rijeka                           |
| 20:30 (UTC+2)       | Samardžić 11' · Moisés 69' | Relatório (em croata) | Sigali 38'    | Público: 8,000 Árbitro: Zlatko Šimčić (Koprivnica) |

### 2019
| 13 de julho de 2019 | Dinamo Zagreb | 1 – 0                 | Rijeka | Estádio Maksimir, Zagreb                      |
| 20:00 (UTC+2)       | Gojak 41'     | Relatório (em croata) |        | Público: 5,075 Árbitro: Mario Zebec (Cestica) |